# 迦拿婚禮教堂

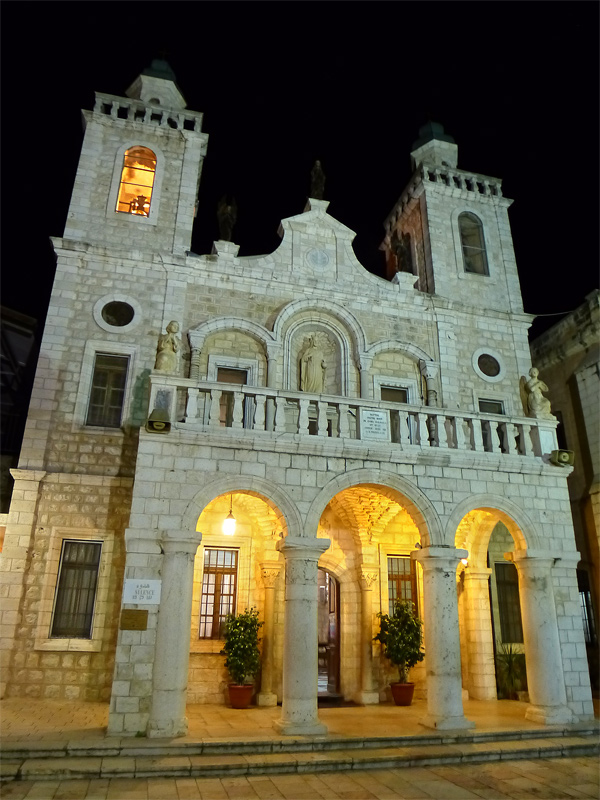
迦拿婚禮教堂

迦拿婚禮教堂（希伯來語：‎）是以色列北部下加利利地區城鎮迦拿市中心的一座羅馬天主教的教堂。這座教堂的名稱來自於迦拿的婚禮上將水變成葡萄酒的奇蹟。在四世紀時，這裡曾有一座猶太會堂。但會堂在拜占庭时期被毀。1641年，方濟各會開始在這裡徵地。教堂在1879年竣工。1990年代後期，教堂進行了大規模翻新。